# Уврар, Габриэль-Жульен
Габриэль-Жульен Уврар (фр. Gabriel-Julien Ouvrard; 11 октября 1770, Кюган — октябрь 1846, Лондон) — французский финансист.

## Биография
Крупнейший французский финансист. Сын владельца бумажной фабрики в городе Клиссоне (вблизи Нанта). С началом в 1789 Великой французской революции, оценив наступающие времена гласности и свободы печати, скупил в своем регионе на два года всю продукцию бумажного производства, заработав на этом свои первые 300 тыс. ливров. Затем совместно с нантскими купцами Бауром и Бальгери занимается торговлей колониальными товарами. С началом революционных войн (в 1792) и вступлением в войну Англии (в 1793) переходит к поставкам обмундирования во французскую армию.
Вскоре после падения в 1794 якобинской диктатуры женился на Элизе Тебо, дочери крупного негоцианта из Нанта, имел с ней троих детей. Поселился в Париже, с 1799 имел продолжительную интимную связь с Терезой Тальен, дочерью бывшего испанского посла в Париже Кабаррюса. Использовал его и её связи в своих коммерческих делах, в частности в получении в 1804 права на монопольную торговлю с колониями Испании в Америке. Тереза Тальен имела от него четверых детей.
Во времена Директории (1795-1799) совместно со своими четырьмя братьями занимался спекуляциями, скупал национализированное имущество, смог получить от правительства компенсацию за разрушенные бумажные фабрики во время мятежа в Вандее. В 1798 заключил шестилетний контракт о поставке продовольствия во французский флот на сумму 64 млн франков, занимался снабжением стоявшего во французском порту Брест испанского флота и находившейся в Италии французской армии.
Во времена Консульства (1799—1804) и Империи (1804—1814, 1815) отношения Уврара с Наполеоном были весьма сложными, дела с государством Уврар вел через подставных лиц и особенно через организованную им компанию «Объединенных негоциантов». В 1800 и в 1809 подвергался многомесячному аресту. В 1806 Наполеон просто потребовал от «Объединенныъх негоциантов» вернуть уворованное, и под угрозой немедленного заключения в Венсенский замок Уврар и его компаньоны согласились выплатить 87 млн франков золотом, хотя в действительности ухитрились выплатить лишь 37 млн. В 1810—1813 Уврар по личному указанию Наполеона находился в заключении.
Лишь после падения Наполеона в 1814, убедив в своей лояльности режим Реставрации, Уврар почувствовал себя спокойно, хотя во время «Ста дней» Наполеона в 1815 и занимался военными поставками.
После второй реставрации Бурбонов в 1815 основал в 1816 «Кассу взаимного кредита», был советником премьер-министра Ришельё, помогал ему поправить финансы и расплатиться за военные издержки. В свою очередь Ришельё добился аннулирования долга Уврара государственному казначейству
С 1822, в связи с французской интервенцией для подавления революции в Испании, вновь занялся военными поставками. Но военное ведомство было уже более упорядочено, и вскоре вовлекло его за лихоимство в затяжные и запутанные судебные тяжбы на общую сумму в 22 млн франков.
После Июльской революции 1830 Уврар оказал ценные услуги новому королю Луи-Филиппу, но Франция стала уже слишком благоустроенным государством, чтобы, заслужив признательность государя, можно было спастись от возмездия правосудия. Уврар кончил злостным банкротством, прошел через тюремное заключение в Консьержери, нашел в январе 1846 убежище в Англии, где и умер десять месяцев спустя.